# Juan Lebrón Chincoa
Juan Lebrón Chincoa (El Puerto de Santa María, 30 de enero de 1995), conocido como Juan Lebrón, es un jugador profesional de pádel español que ocupa la 6.ª posición del ranking FIP. En 2025 volverá al drive para jugar con Franco Stupaczuk.
Lebrón fue el primer jugador español de la historia en convertirse en número 1 del mundo, lo hizo en 2019 junto a Paquito Navarro. Sin embargo, cambió de pareja a final del mismo para juntarse con Alejandro Galán. Junto al madrileño, consiguieron mantenerse durante tres años consecutivos como la pareja número 1 del mundo. Fue en mayo de 2023 cuando ambos perdieron dicha condición en favor de Arturo Coello y Agustín Tapia. Tras cuatro años juntos, Lebrón y Galán anunciaron su separación tras el segundo torneo de 2024.

## Carrera deportiva
En el comienzo de su carrera deportiva, Lebrón destacó como junior, proclamándose varias veces campeón de España junior y disputando el campeonato del Mundo de la categoría.
En el circuito World Padel Tour destacó desde el principio, llegando a jugar la temporada 2016 con Gabriel Reca, con quien ascendió hasta el top 30 del ranking. En 2017 comenzó la temporada con Marcello Jardim y la terminó con Adrián Allemandi. Con ambos realizó buenas actuaciones y acabó la temporada en el puesto 19º.
En 2018 comienza la temporada con Juan Cruz Belluati. En el primer torneo de la temporada, el Catalunya Master, llegaron a su primera final como pareja tras batir en semifinales a la pareja nº 1 del ranking, la formada por Fernando Belasteguín y Pablo Lima. En la final, Sanyo Gutiérrez y Maxi Sánchez no les dieron ninguna opción y cayeron por 6-4 y 6-2.
En octubre de 2018 se conoció que Juan Lebrón y Belluati dejaban de ser pareja. Juan Martín Díaz se convirtió en su nueva pareja deportiva hasta el final del 2018. Su primer torneo fue el Granada Open, donde llegaron hasta semifinales.
En 2019, Paquito Navarro se convirtió en su nueva pareja deportiva. En su primer torneo de la temporada, el Marbella Master, los andaluces supieron aprovechar en apoyo local y llegaron a la final, donde cayeron frente a los número 1 de 2018, Maxi Sánchez y Sanyo Gutiérrez por 6-1 y 7-6. Sin embargo, esta derrota fue un anticipo de lo que lograron durante la temporada, en la que ganaron cinco torneos, en Alicante, Jaén, Valladolid, Bastad y São Paulo. En este último, después de lograr la clasificación para la final, Juan Lebrón se convirtió en el primer número 1 de la historia de World Padel Tour nacido en España.
Paquito y Lebrón se aseguraron el número 1 al final de la temporada tras alcanzar la final en el Open de México, el penúltimo torneo de la temporada. En la final perdieron contra Maxi y Sanyo por 7-6 y 6-2.
Pese a los buenos resultados, Lebrón y Paquito decidieron separar sus caminos. A partir de 2020, Alejandro Galán se convirtió en su nueva pareja deportiva. El gaditano y el madrileño formaron una dupla muy difícil de vencer, lo que les llevó a alcanzar el número 1 en el ranking WPT tanto en 2020 como en 2021 y en 2022.

## Palmarés

### Premier Padel

#### Títulos
| N.º | Año                     | Torneo    | Categoría | Pareja          | Oponentes en la final            | Resultado       |
| --- | ----------------------- | --------- | --------- | --------------- | -------------------------------- | --------------- |
| 1.  | 29 de mayo de 2022      | Rome      | Major     | Alejandro Galán | Paquito Navarro Martín Di Nenno  | 4-6 / 7-5 / 6-4 |
| 2.  | 17 de julio de 2022     | París     | Major     | Alejandro Galán | Juan Tello Federico Chingotto    | 6-3 / 4-6 / 6-4 |
| 3.  | 7 de agosto de 2022     | Madrid    | P1        | Alejandro Galán | Paquito Navarro Martín Di Nenno  | 5-7 / 6-2 / 6-3 |
| 4.  | 11 de diciembre de 2022 | Milán     | P1        | Alejandro Galán | Víctor Ruiz Lucas Bergamini      | 6-2 / 6-2       |
| 5.  | 10 de diciembre de 2023 | Milán     | P1        | Alejandro Galán | Martín Di Nenno Franco Stupaczuk | 7-6 / 6-7 / 7-6 |
| 6.  | 2 de marzo de 2024      | Riyadh    | P1        | Alejandro Galán | Agustín Tapia Arturo Coello      | 6-7 / 6-4 / 6-4 |
| 7.  | 4 de agosto de 2024     | Finlandia | P2        | Martín Di Nenno | Coki Nieto Jon Sanz              | 7-5 / 6-3       |

#### Finales
| N.º | Año                   | Torneo   | Categoría | Pareja          | Oponentes en la final           | Resultado             |
| --- | --------------------- | -------- | --------- | --------------- | ------------------------------- | --------------------- |
| 1.  | 3 de abril de 2022    | Doha     | Major     | Alejandro Galán | Martín Di Nenno Paquito Navarro | 3-6 / 6-7(4)          |
| 2.  | 30 de octubre de 2022 | Guiza    | P1        | Alejandro Galán | Pablo Lima Franco Stupaczuk     | 6-2 / 6-7(4) / 6-7(4) |
| 3.  | 24 de marzo de 2024   | Acapulco | P1        | Alejandro Galán | Arturo Coello Agustín Tapia     | 0-6 / 4-6             |

### World Padel Tour

#### Títulos
| N.º | Año                      | Torneo       | Categoría    | Pareja          | Oponentes en la final              | Resultado          |
| --- | ------------------------ | ------------ | ------------ | --------------- | ---------------------------------- | ------------------ |
| 1.  | 28 de abril de 2019      | Alicante     | Open         | Paquito Navarro | Pablo Lima Fernando Belasteguín    | 3-6 / 7-6 / 6-2    |
| 2.  | 26 de mayo de 2019       | Jaén         | Open         | Paquito Navarro | Sanyo Gutiérrez Maxi Sánchez       | 7-5 / 6-4          |
| 3.  | 23 de junio de 2019      | Valladolid   | Master       | Paquito Navarro | Juani Mieres Alejandro Galán       | 6-7 / 6-4 / 6-4    |
| 4.  | 30 de junio de 2019      | Bastad       | Open         | Paquito Navarro | Matías Díaz Franco Stupaczuk       | 6-3 / 7-6          |
| 5.  | 24 de noviembre de 2019  | São Paulo    | Open         | Paquito Navarro | Uri Botello Javier Ruiz            | 2-6 / 6-3 / 6-2    |
| 6.  | 5 de julio de 2020       | Madrid-1     | Open         | Alejandro Galán | Pablo Lima Paquito Navarro         | 7-5 / 6-3          |
| 7.  | 19 de julio de 2020      | Madrid-2     | Open         | Alejandro Galán | Fernando Belasteguín Agustín Tapia | 4-6 / 6-1 / 6-4    |
| 8.  | 9 de agosto de 2020      | Madrid-3     | Open         | Alejandro Galán | Federico Chingotto Juan Tello      | 6-7(6) / 6-1 / 6-4 |
| 9.  | 6 de septiembre de 2020  | Valencia     | Open         | Alejandro Galán | Federico Chingotto Juan Tello      | 6-3 / 7-6(6)       |
| 10. | 18 de octubre de 2020    | Barcelona    | Master       | Alejandro Galán | Sanyo Gutiérrez Franco Stupaczuk   | 6-4 / 6-1          |
| 11. | 8 de noviembre de 2020   | Alicante     | Open         | Alejandro Galán | Sanyo Gutiérrez Franco Stupaczuk   | 4-6 / 6-3 / 6-4    |
| 12. | 25 de abril de 2021      | Alicante     | Open         | Alejandro Galán | Álex Ruiz Franco Stupaczuk         | 6-0 / 6-4          |
| 13. | 30 de mayo de 2021       | Santander    | Open         | Alejandro Galán | Javi Rico Momo González            | 6-3 / 6-2          |
| 14. | 13 de junio de 2021      | Marbella     | Master       | Alejandro Galán | Pablo Lima Agustín Tapia           | 7-6(5) / 6-2       |
| 15. | 5 de septiembre de 2021  | Cascais      | Master       | Alejandro Galán | Federico Chingotto Juan Tello      | 4-6 / 7-5 / 6-3    |
| 16. | 26 de septiembre de 2021 | Lugo         | Open         | Alejandro Galán | Martín Di Nenno Paquito Navarro    | 6-4 / 4-6 / 6-3    |
| 17. | 10 de octubre de 2021    | Menorca      | Open         | Alejandro Galán | Martín Di Nenno Paquito Navarro    | 6-3 / 6-4          |
| 18. | 19 de diciembre de 2021  | Madrid       | Master Final | Alejandro Galán | Sanyo Gutiérrez Agustín Tapia      | 6-4 / 6-4          |
| 19. | 10 de abril de 2022      | Alicante     | Open         | Alejandro Galán | Paquito Navarro Martín Di Nenno    | 6-2 / 6-3          |
| 20. | 8 de mayo de 2022        | Bruselas     | Open         | Alejandro Galán | Pablo Lima Franco Stupaczuk        | 6-3 / 6-3          |
| 21. | 5 de junio de 2022       | Marbella     | Master       | Alejandro Galán | Álex Ruiz Momo González            | 6-2 / 6-4          |
| 22. | 26 de junio de 2022      | Valladolid   | Master       | Alejandro Galán | Fernando Belasteguín Arturo Coello | 7-6(?) / 6-4       |
| 23. | 11 de septiembre de 2022 | Cascais      | Open         | Alejandro Galán | Sanyo Gutiérrez Agustín Tapia      | 6-2 / 6-7(?) / 6-1 |
| 24. | 18 de septiembre de 2022 | Estocolmo    | Open         | Alejandro Galán | Paquito Navarro Martín Di Nenno    | 6-7(?) / 6-2 / 6-1 |
| 25. | 23 de octubre de 2022    | Menorca      | Open         | Alejandro Galán | Ramiro Moyano Francisco Gil        | 6-4 / 4-6 / 6-2    |
| 26. | 13 de noviembre de 2022  | Malmö        | Open         | Alejandro Galán | Sanyo Gutiérrez Agustín Tapia      | 4-6 / 6-1 / 6-2    |
| 27. | 20 de noviembre de 2022  | Buenos Aires | Master       | Alejandro Galán | Fernando Belasteguín Arturo Coello | 7-6(4) / 6-2       |
| 28. | 18 de diciembre de 2022  | Barcelona    | Master Final | Alejandro Galán | Martín Di Nenno Federico Chingotto | 6-4 / 6-7(5) / 6-2 |
| 29. | 3 de septiembre de 2023  | Nokia        | Open         | Alejandro Galán | Coki Nieto Jon Sanz                | 6-0 / 7-6(5)       |
| 30  | 1 de octubre de 2023     | Dusseldorf   | Open         | Alejandro Galán | Martín Di Nenno Franco Stupaczuk   | 6-2 / 6-2          |
| 31  | 29 de octubre de 2023    | Menorca      | Open         | Alejandro Galán | Agustín Tapia Arturo Coello        | 6-3 / 6-2          |
| 32  | 12 de noviembre de 2023  | Malmö        | Open         | Alejandro Galán | Martín Di Nenno Franco Stupaczuk   | 6-3 / 6-4          |

#### Finales
| N.º | Año                     | Torneo    | Categoría     | Pareja             | Oponentes en la final                        | Resultado       |
| --- | ----------------------- | --------- | ------------- | ------------------ | -------------------------------------------- | --------------- |
| 1.  | 25 de marzo de 2018     | Badalona  | Master        | Juan Cruz Belluati | Carlos Daniel Gutiérrez Maximiliano Sánchez  | 4-6 / 2-6       |
| 2.  | 12 de agosto de 2018    | Mijas     | Open          | Juan Cruz Belluati | Carlos Daniel Gutiérrez Maximiliano Sánchez  | 2-6 / 5-7       |
| 3.  | 24 de marzo de 2019     | Marbella  | Master        | Paquito Navarro    | Carlos Daniel Gutiérrez Maximiliano Sánchez  | 1-6 / 6-7       |
| 4.  | 14 de abril de 2019     | Logroño   | Open          | Paquito Navarro    | Carlos Daniel Gutiérrez Maximiliano Sánchez  | 6-7 6-7         |
| 5.  | 12 de mayo de 2019      | Vigo      | Open          | Paquito Navarro    | Carlos Daniel Gutiérrez Maximiliano Sánchez  | 3-6 / 4-6       |
| 6.  | 17 de noviembre de 2019 | Córdoba   | Open          | Paquito Navarro    | Matías Díaz Franco Stupaczuk                 | 3-6 / 3-6       |
| 7.  | 1 de diciembre de 2019  | México    | Open          | Paquito Navarro    | Carlos Daniel Gutiérrez Maximiliano Sánchez  | 7-6 / 6-7 / 2-6 |
| 8.  | 8 de marzo de 2020      | Marbella  | Master        | Alejandro Galán    | Pablo Lima Paquito Navarro                   | 6-7 / 6-2 / 3-6 |
| 9.  | 13 de diciembre de 2020 | Barcelona | Masters Final | Alejandro Galán    | Agustín Tapia Fernando Belasteguín           | 3-6 / 6-7       |
| 10. | 11 de julio de 2021     | Valencia  | Open          | Alejandro Galán    | Carlos Daniel Gutiérrez Fernando Belasteguín | 5-7 / 6-3 / 4-6 |
| 11. | 13 de marzo de 2022     | Reus      | Open          | Alejandro Galán    | Carlos Daniel Gutiérrez Agustín Tapia        | 2-6 / 2-6       |
| 12. | 27 de marzo de 2022     | Vigo      | Open          | Alejandro Galán    | Martín Di Nenno Paquito Navarro              | 6-2 / 3-6 / 4-6 |
| 13. | 12 de junio de 2022     | Viena     | Open          | Alejandro Galán    | Carlos Daniel Gutiérrez Agustín Tapia        | 1-6 / 6-0 / 6-7 |
| 14. | 19 de junio de 2022     | Toulouse  | Open          | Alejandro Galán    | Pablo Lima Franco Stupaczuk                  | 6-7 / 4-6       |
| 15. | 10 de julio de 2022     | Valencia  | Open          | Alejandro Galán    | Carlos Daniel Gutiérrez Agustín Tapia        | 6-2 / 5-7 / 4-6 |
| 16. | 13 de marzo de 2022     | Reus      | Open          | Alejandro Galán    | Carlos Daniel Gutiérrez Agustín Tapia        | 2-6 / 2-6       |
| 17. | 26 de febrero de 2023   | Abu Dhabi | Master        | Alejandro Galán    | Arturo Coello Agustín Tapia                  | 6-7 / 3-6       |
| 18. | 19 de marzo de 2023     | Santiago  | Open          | Alejandro Galán    | Arturo Coello Agustín Tapia                  | 4-6 / 7-6 / 5-7 |
| 19. | 14 de mayo de 2023      | Vigo      | Open          | Alejandro Galán    | Arturo Coello Agustín Tapia                  | 3-6 / 7-6 / 6-7 |
| 20. | 12 de diciembre de 2023 | Barcelona | Masters Final | Alejandro Galán    | Federico Chingotto Paquito Navarro           | 1-6 / 4-6       |

Total WPT: 32
- Torneos Master Final: 2
- Torneos Master: 7
- Torneos Open: 23
- Torneos Challenger: 0

### Campeonatos nacionales y internacionales
2013
- Campeonato de España de Pádel - Parejas (Madrid), junto a Martín Sánchez Piñeiro

2015
- Campeonato de España de Pádel - Selecciones Autonómicas (Pamplona), junto a Federación Andaluza de Pádel

2016
- Campeonato de España de Pádel - Selecciones Autonómicas (Málaga), junto a Federación Andaluza de Pádel
- Campeonato Mundial de Pádel - Parejas (Cascais, Portugal), junto a Álvaro Cepero Rodríguez

2017
- Campeonato de España de Pádel - Selecciones Autonómicas (Barcelona), junto a Federación Andaluza de Pádel

2018
- Campeonato Mundial de Padel - Parejas (Asunción, Paraguay), junto a Alejandro Galán

2021
- Campeonato Mundial de Pádel de 2021 - Selecciones (Doha, Qatar), jugando para la Federación Española de Pádel[21]

Total: 7
- Campeonato Mundial de Pádel - Selecciones: 1
- Campeonato Mundial de Pádel - Parejas: 2
- Campeonato Europeo de Pádel - Selecciones: 0
- Campeonato Europeo de Pádel - Parejas: 0
- Campeonato de España de Pádel - Selecciones Autonómicas: 3
- Campeonato de España de Pádel: Parejas: 1